# Jednotná státní zkouška

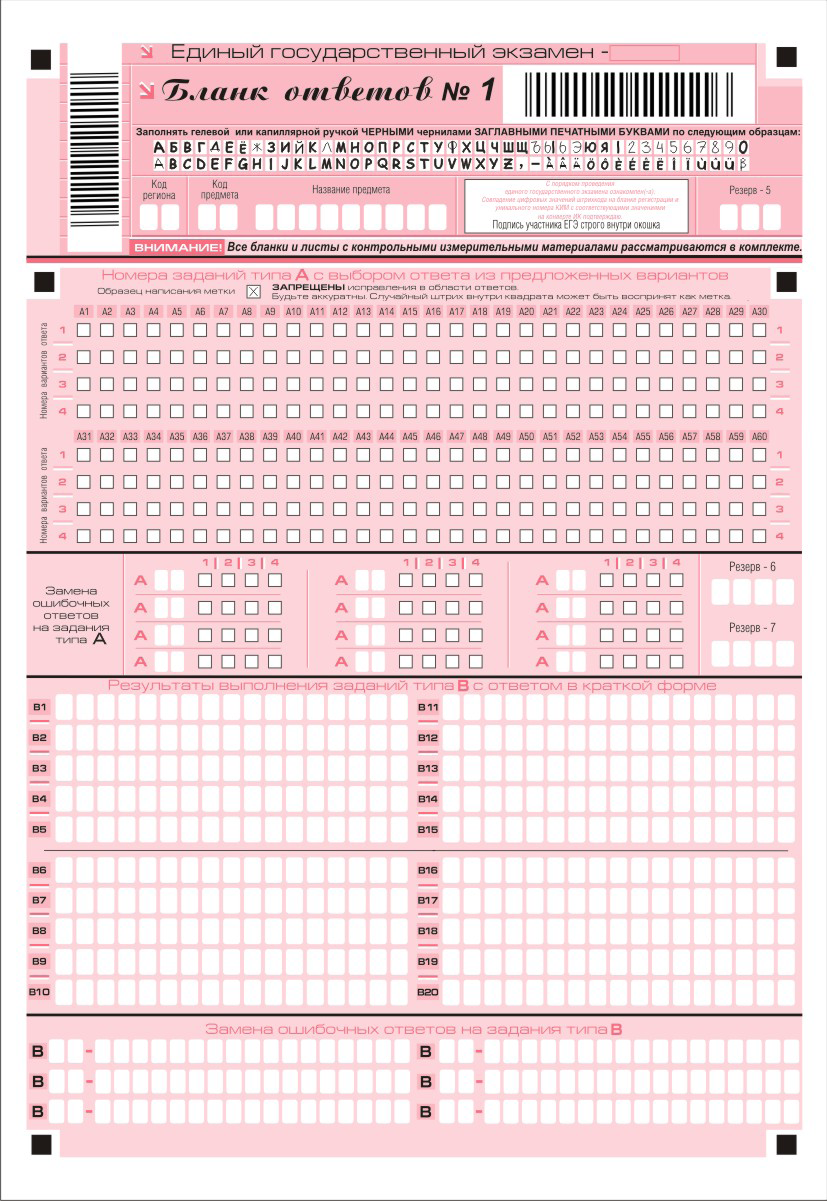
Záznamový arch

Jednotná státní zkouška (rusky Единый государственный экзамен, ЕГЭ) je standardizovaná zkouška prováděná na středních školách v Rusku – ve školách, lyceích a gymnáziích. [1] Slouží jako závěrečná zkouška na středních školách a je zároveň přijímací zkouškou na vysoké školy. Tato zkouška se provádí v celé Ruské federaci a skládá se z úloh stejného typu. Pro její hodnocení se používají jednotné metody hodnocení práce. Od roku 2009 je jedinou formou závěrečných zkoušek na střední škole a umožňuje také studium na vysoké škole, přičemž opakování této zkoušky je možné jen po dobu jednoho roku od data první zkoušky. Zkouška  může být provedena z předmětů: ruský jazyk, matematika, cizí jazyky (angličtina, němčina, francouzština, španělština, čínština), fyzika, chemie, biologie, zeměpis, literatura, historie, sociální věda, informatika.
Roku 2015 byla zkouška z matematiky rozdělena do dvou úrovní obtížnosti, a to do základní a profilové úrovně.[2] Základní část zkoušky z matematiky je povinná pro každého studenta a slouží pro získání osvědčení o ukončení střední školy. Profilová zkouška z matematiky je povinná jen pro studenty, kteří pak plánují studovat na vysoké škole, na které je tato zkouška podmínkou pro přijetí.

## Zavedení jednotné státní zkoušky
První experiment na zavedení jednotné státní zkoušky v Rusku byl proveden v roce 2001. [3] Tento experiment předpokládal možnost složení jednotné státní zkoušky z osmi předmětů. V roce 2002 byl tento experiment proveden v 16 regionech v Rusku. V roce 2003 experiment zahrnoval 47 subjektů Ruské federace a v roce 2004 65 regionů země. V roce 2008 tuto zkoušku psal již více než milion studentů ve všech regionech Ruska.
Organizaci zkoušky provádí Federální služba v oblasti dohledu ve sféře vzdělávání a vědy spolu s výkonnými orgány jednotlivých subjektů Ruské federace, které spravují vzdělávání.

## Struktura a obsah zkoušky
Zpočátku zkoušky z jednotlivých předmětů obsahovaly tři části (bloky): A, B, C.
Blok A obsahoval úlohy kde v každé z nich bylo nutné zvolit jednu ze čtyř navrhovaných variant odpovědí.
Pro každý úkol bloku B bylo nutné dát krátkou odpověď z jednoho nebo více slov, písmen nebo čísel. Odpovědi na otázky bloků A a B kontroloval počítač. [4] Blok C se skládal z jedné nebo několika otázek, na které bylo nutné dát podrobné odpovědi (například bylo nutné napsat řešení problému nebo napsat esej na navrhované téma). Odpovědi na otázky bloku C byly hodnoceny odborníky regionální zkušební komise.

## Záznamový arch
- Registrační arch se používá k registraci účastníků zkoušky.
- Do záznamového archu č. 1 se zadávají odpovědi na otázky bloků A a B.
- Odpovědi na otázky bloku C se zadávají do záznamového archu č. 2.
- Všechny formuláře musejí být vyplněny přesně podle stanovených pravidel.

## Známkování
Každý splněný úkol je hodnocen jedním nebo více body. Součet získaných bodů tvoří počet primárních bodů, který se u různých předmětů liší.
Pak se stanoví shoda mezi primárním a testovacím skórem, maximální testovací skóre testu je vždy 100 bodů. Stupnice pro převod primárního skóre do testovacího závisí na statistické analýze výsledků všech účastníků zkoušky a vypočítává se pomocí speciálního počítačového programu. Pro každý předmět je toto měřítko různé.

## Apelace
O provedení apelace lze požádat ve dvou případech:
Při rozporu se stanoveným postupem zkoušky
O tento druh apelace účastník zkoušky žádá zástupce státní zkušební komise v den jejího provedení, aniž by opustil místo zkoušky. Po provedení apelace se výsledek zkoušky účastníka ruší a účastník má možnost napsat zkoušku z tohoto předmětu v jiný den.
Při nesouhlasu s počtem získaných bodů
Při nesouhlasu se získanými body lze požádat o apelaci nejpozději do dvou pracovních dnů ode dne vyhlášení výsledků zkoušky. V takovém případě může být hodnocení revidováno, ale může to vést i ke snížení počtu získaných bodů.

## Jednotná státní zkouška jako forma závěrečné zkoušky
Od roku 2009 absolventi středních škol píšou dvě povinné závěrečné zkoušky: zkoušku z ruského jazyka a zkoušku z matematiky. Psaní zkoušky z ruského jazyka je podmíněno absolvováním závěrečné zkoušky ve formě eseje, která se tradičně koná v prosinci téhož školního roku.
Pokud student získá nižší počet bodů než je minimální stanovená hranice pro tento předmět, může tuto zkoušku opakovat ve stejném roce, avšak pouze v případě jedné nezvládnuté zkoušky.
Pokud student nezíská potřebný počet bodů jak ve zkoušce z ruského jazyka, tak i ve zkoušce z matematiky, může zkoušky opakovat až příští rok. Absolventi, kteří přesáhli minimální stanovenou hranici bodů, dostanou osvědčení o středním vzdělání.

## Přijetí na vysoké školy podle výsledků jednotné státní zkoušky
Od roku 2009 se přijetí na vysoké školy provádí na základě výsledků této zkoušky (s výjimkou vojenských oborů).
Výsledky zkoušek jsou platné do 31. prosince následujícího roku. Uchazeč může podat přihlášku na zvolenou vysokou školu a přiložit k tomu informace o absolvování zkoušky ЕГЭ přes internet nebo to poslat poštou, aniž by na zvolenou vysokou školu osobně přijel. Uchazeč se může přihlásit na několik vysokých škol.

## Jednotná státní zkouška během pandemie
V roce 2020 byl kvůli obtížné epidemiologické situaci termín zkoušek odložen.[5]
Již 3. července absolventi skládají zkoušky ze zeměpisu, literatury a informatiky. Nejobsáhlejší a povinná pro přijetí na jakoukoli univerzitu v Rusku je zkouška z ruského jazyka, která se bude konat 6. a 7. července. 10. července  bude probíhat zkouška  z matematiky, 16. července proběhnou zkoušky ze sociálních věd a chemie.
Pro zajištění hygienické bezpečnosti absolventů a zaměstnanců společnost Rospotrebnadzor zavedla nová pravidla. U vchodu do budovy, ve které bude probíhat zkouška, mají být nainstalovány dávkovače s antiseptickými prostředky pro ošetření rukou, každá místnost musí být vybavena zařízeními pro dezinfekci vzduchu. U všech přítomných bude zkontrolována teplota při vstupu do budovy.
Premiér Michail Mishustin podepsal opatřeni, podle kterého v důsledku situace s koronavirem získají absolventi ruských škol v roce 2020 osvědčení bez složení závěrečných zkoušek. Absolventi, kteří chtějí pokračovat ve vzdělávání na středních odborných učilištích, budou hodnoceni na základě osvědčení o dosaženém vzdělávání. A ti, kteří se rozhodli nastoupit na vysoké školy, budou skládat zkoušky z předmětů, které jsou povinné pro přijetí.

## Návrhy o zrušení jednotné státní zkoušky
Státní parlament navrhuje zrušit jednotnou státní zkoušku. Iniciátorem je skupina poslanců politické strany Spravedlivé Rusko, v jejímž čele stojí Sergei Mironov. [6]
V poznámce zákona je uvedeno, že hodnocení žáků na základě výsledků jednotné státní zkoušky za posledních deset let vedlo ke „snížení obecné úrovně vzdělávání studentů a k standardizaci myšlení při řešení určitých problémů, jakož i ke zhoršení výsledků ruských žáků na mnoha mezinárodních soutěžích". Podle poslanců je problémem také to, že jednotná státní zkouška vytváří podmínky, na základě kterých se absolventi škol zaměřují na získání kvalitních výsledků pouze ze 2-3 zvolených předmětů. [7]
Navržený zákon předpokládá decentralizaci certifikace žáků prostřednictvím obnovení tradičních státních závěrečných zkoušek z hlavních předmětů pro získání středního vzdělání. Navrhuje se zrušení hodnocení absolventů na základě jednotné státní zkoušky, přičemž  Jednotná státní zkouška bude ponechána pouze jako jedna z forem přijímacích zkoušek na univerzity, která se bude konat po obdržení vysvědčení a nebude spojena se vzdělávacími organizacemi. Současně za účelem kvalitnějšího výběru uchazečů návrh zákona připouští přijetí na vysokoškolské a odborné programy nejen na základě Jednotné státní zkoušky, ale také na základě výsledků přijímacích zkoušek. Dosud však žádný z předchozích návrhů o zrušení jednotné státní zkoušky a obnovení tradičního systému školních závěrečných zkoušek nebyl realizován. [7]